# 迪士尼碼頭

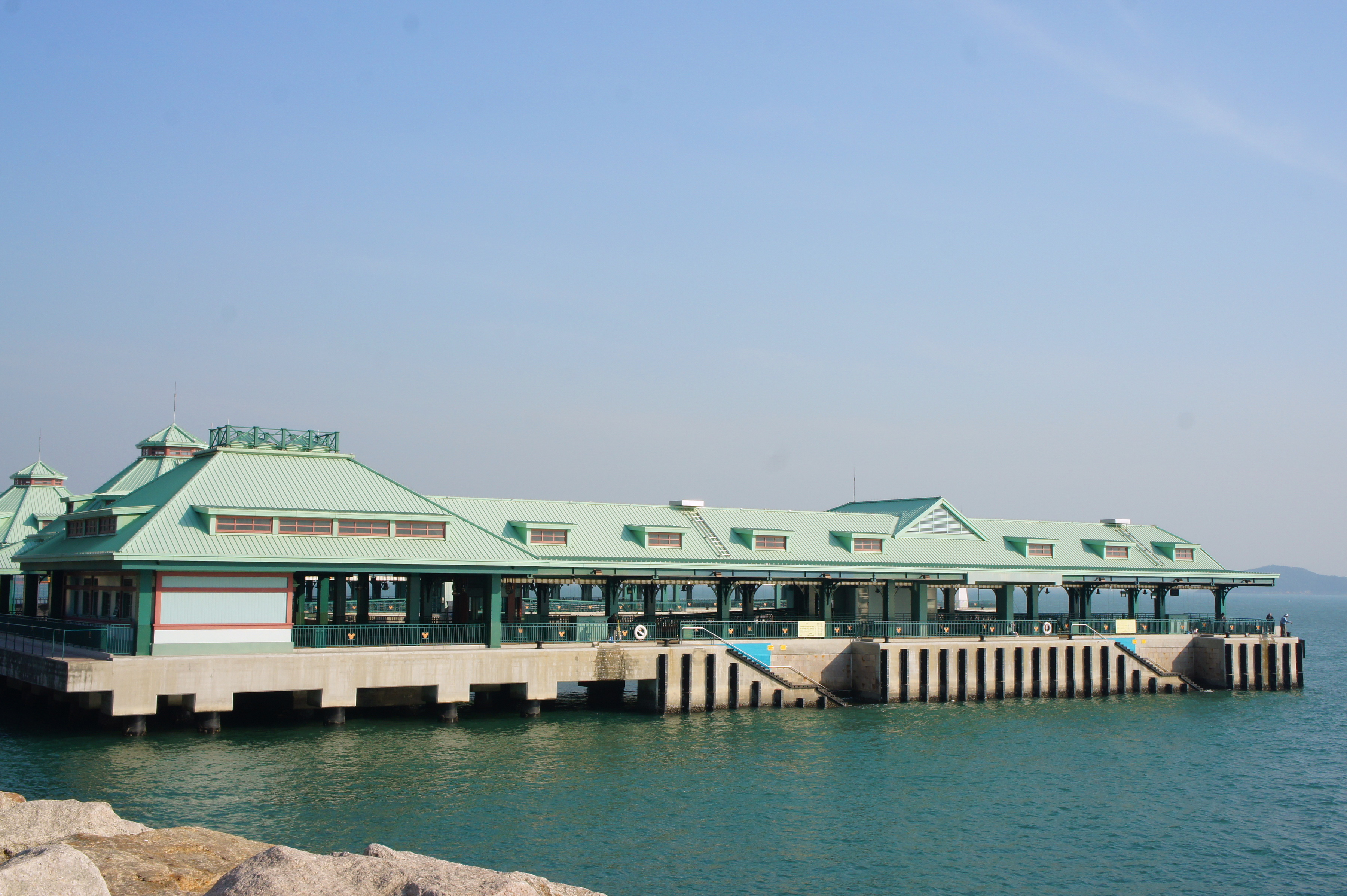
迪士尼碼頭西面

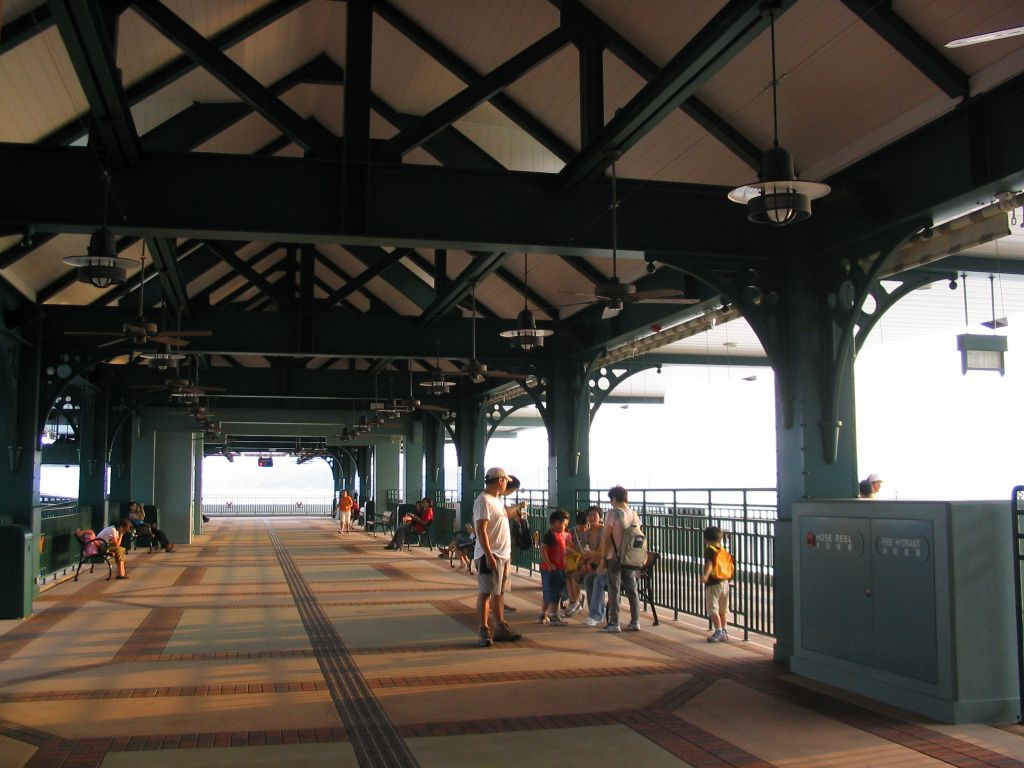
迪士尼碼頭內部

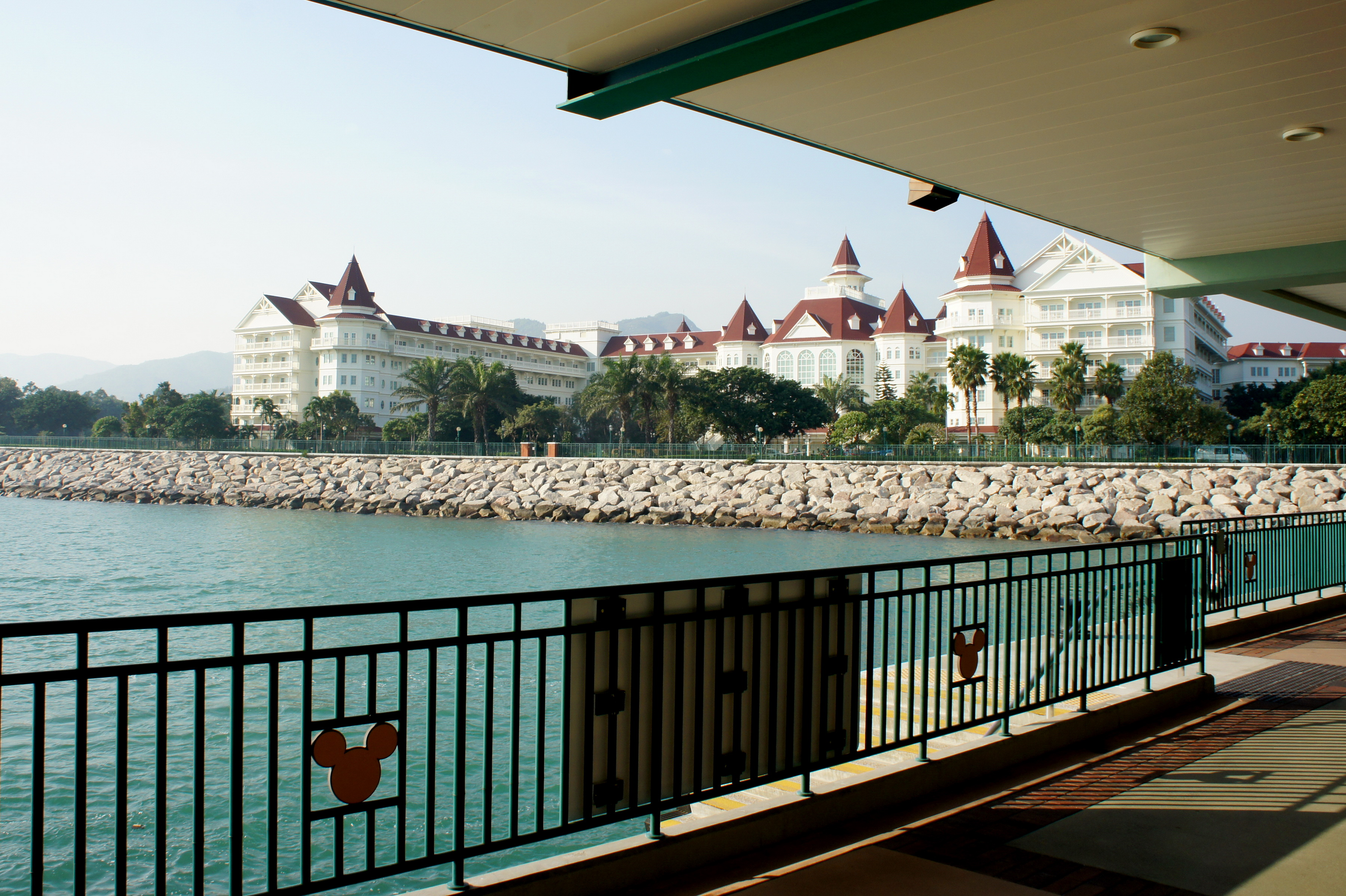
從迪士尼碼頭望向香港迪士尼樂園酒店

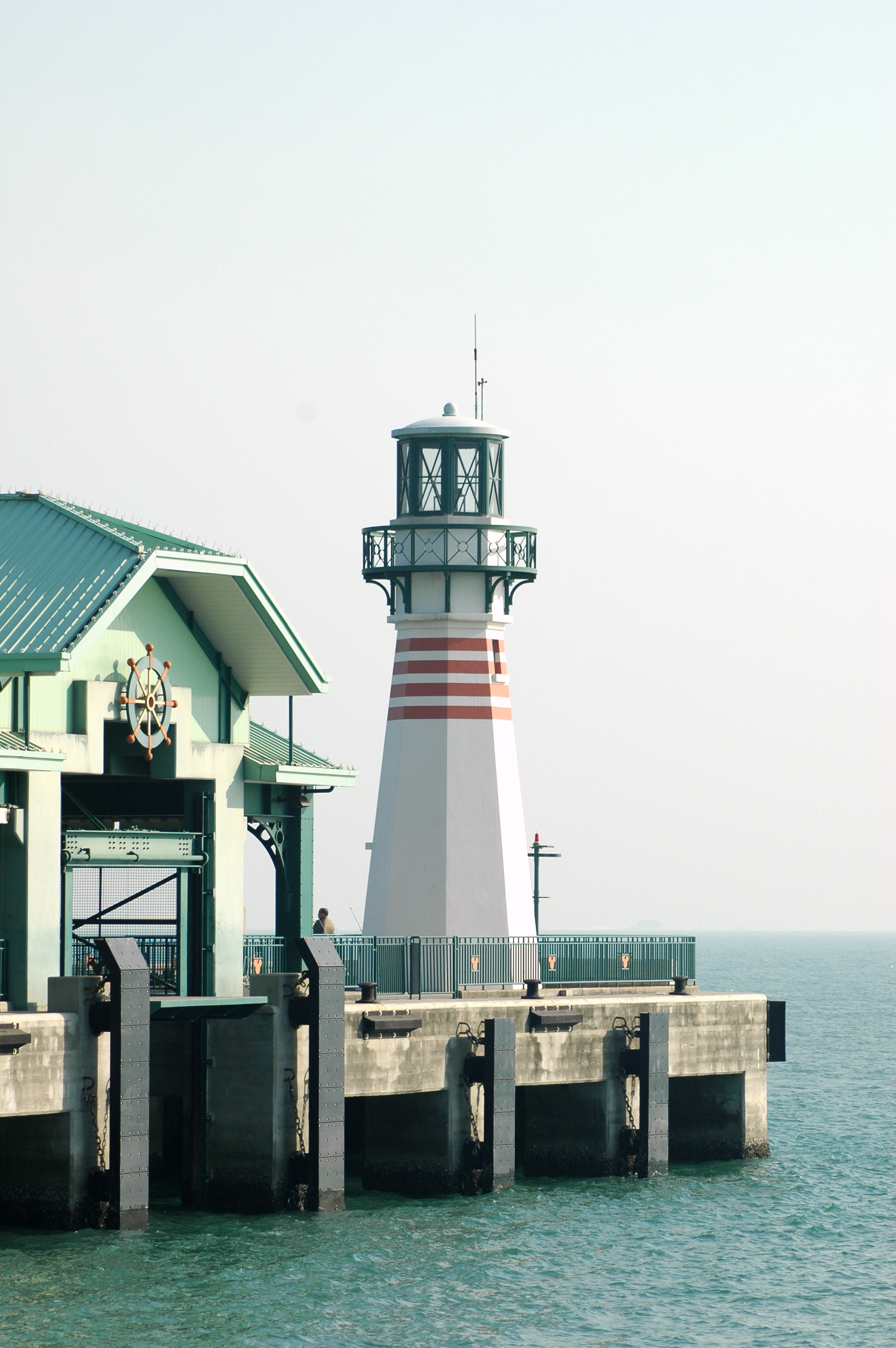
東側碼頭末端的復古燈塔

迪士尼碼頭（英語：Disneyland Resort Pier），全稱香港迪士尼樂園渡輪碼頭，位於香港新界大嶼山竹篙灣香港迪士尼樂園度假區南端，為香港迪士尼樂園度假區提供水路交通服務。

## 設計
迪士尼碼頭採用維多利亞風格設計，配合復古典雅的裝飾，裝有懷舊吊扇、吊燈及長椅；碼頭欄杆則配上米奇老鼠的外型裝飾。碼頭分為東側及西側大堂，共有3組登船橋。東側碼頭末端設有復古燈塔；燈塔對岸為坪洲。而碼頭西面則設有海濱長廊。

## 歷史
迪士尼碼頭於2005年連同迪士尼樂園渡假區同期啟用，當時斥資1.7億港元興建。迪士尼碼頭原擬辦一條來往中環碼頭的渡輪航線，於2005年首次招標，惟無人投標而流標。2007年再度招標，仍然無人問津，致使迪士尼碼頭至今如同半荒廢，間中只有私人遊艇停泊。由於沒有固定航線，為免浪費碼頭資源，迪士尼碼頭目前容許公眾船隻停泊 ，而且24小時開放，此迪士尼碼頭間中有釣魚客在此釣魚。
隨著啟德郵輪碼頭於2013年6月啟用，迪士尼於2012年構思以水路分流郵輪客源，及就此與數間輪船公司研究開啟來往啟德與迪士尼碼頭的渡輪航線的可行性，以方便直接將郵輪客源送往香港迪士尼樂園度假區，及分流目前集中使用巴士前往香港迪士尼樂園度假區的郵輪遊客。惟至今，啟德郵輪碼頭啟用後尚無渡輪航線來往啟德和此碼頭。
2016年11月15日，天星小輪開辦尖沙咀至迪士尼航線，來往尖沙咀天星碼頭，此航線是迪士尼碼頭啟用11年來首條渡輪航線使用此碼頭。不過自從颱風山竹襲港後，迪士尼碼頭東側大堂被摧殘，至今仍然暫停開放。由於使用率極低，不少釣魚人士在此垂釣，造成噪音，引起酒店住客投訴，更有釣魚人士懷疑偷電，迪士尼樂園接獲投訴後卻不予理會。

## 交通接駁
- 天星小輪設有觀光船來往香港迪士尼樂園度假區及尖沙咀

迪士尼碼頭 ↔ 尖沙咀天星碼頭 每天1班來回
- 愉景灣航運逢星期六、日及公眾假期, 均設有航班由中環直達香港迪士尼樂園度假區。

中環3號碼頭 → 迪士尼碼頭 → 愉景灣碼頭
註:以上渡輪航線已全部暫停服務直至另行通知